# Dan Coe
Dan Coe (ur. 8 września 1941 roku w Bukareszcie, zm. 19 października 1981 w Klonii) – rumuński piłkarz występujący na pozycji obrońcy. Uczestnik Mistrzostw Świata 1970 w Meksyku.
W latach 1959–1971 był zawodnikiem Rapidu Bukareszt.